# Ipomoea gigantea
Ipomoea gigantea là một loài thực vật có hoa trong họ Bìm bìm. Loài này được (Silva Manso) Choisy mô tả khoa học đầu tiên.